# 雅蜆蝶屬
雅蜆蝶屬（學名：Hades）是蜆蝶科優蜆蝶亞科優蜆蝶族裡的一個屬。共有2個物種，分佈於南美洲北部。

## 物種
- 褐雅蜆蝶 Hades hecamede
- 雅蜆蝶 Hades noctula

## 腳註
1. ↑  Tree of Life Web Project. 2008. Hades Westwood 1851. Version 03 June 2008 (under construction). http://tolweb.org/Hades/103517/2008.06.03 （页面存档备份，存于） in The Tree of Life Web Project, http://tolweb.org/ （页面存档备份，存于） （英文）

## 外部連結
- Hades （页面存档备份，存于） - funet.fi